# Rana Ahmad
Rana Ahmad, o  Rana Ahmad Hamd (entrambi pseudonimi) (Riad, 1985), è una scrittrice e attivista siriana per i diritti delle donne, ex musulmana nata a Riyadh, in Arabia Saudita e fuggita nel 2015 in Germania dove da allora risiede utilizzando pseudonimi. La sua fuga, assistita da "Atheist Republic" e "Faith to Faithless", è stata parzialmente descritta nel documentario di "Vice News" Leaving Islam: Rescuing Ex-Muslims (2017). La sua autobiografia in lingua tedesca del 2018 "Frauen dürfen hier nicht träumen" ("Le donne non sono autorizzate a sognare qui"), è diventata una top-10-best-seller di Der Spiegel. Nel 2017, Ahmad ha fondato l'"Atheist Refugee Relief" con sede a Colonia e con l'obiettivo di fornire "assistenza pratica ai rifugiati senza religione e di migliorare le loro condizioni di vita attraverso il lavoro politico".

## Biografia
I genitori di Rana Ahmad sono entrambi di Jobar, un sobborgo di Damasco, in Siria. Il padre, Hamd, proviene da una famiglia benestante. A metà degli anni '70, dopo la laurea, andò a lavorare come direttore dei lavori in Arabia Saudita. Nel 1983 sposò Frah, la cui famiglia abitava accanto alla sua nel quartiere in cui è cresciuto. La coppia si stabilì a Riyadh, nel quartiere residenziale di Hittin, nel nord-ovest della capitale. Rana è nata nel 1985. Ha un fratello maggiore, una sorella maggiore e avrà un fratello minore. La famiglia è profondamente religiosa, seguendo alla lettera la corrente sunnita wahhabita che governa la società e le leggi del regno saudita. Le fu insegnato il Corano all'età di 4 anni.
La giovinezza di Rana è stata punteggiata dalla vita familiare, dalla scuola e dai viaggi estivi dalla famiglia dei suoi genitori in Siria. All'età di 10 anni, è stata profondamente segnata da un evento che le ha causato prima l'incomprensione, poi la tristezza e la rabbia. Quando suo padre le aveva appena regalato una bicicletta durante le vacanze estive in Siria, suo nonno aveva decretato il divieto per una ragazza della sua età di andare in bicicletta e che da allora in poi doveva indossare l'abaya nero sul corpo, il niquab sul viso e la tarha sulla testa e sulle spalle.
L'adolescenza di Rana è segnata dall'amicizia che la lega a Nona, una compagna di classe vittima di incesto da parte del padre. Nona è introversa all'inizio, ma Rana riesce a guadagnarsi la sua fiducia e avranno una grande e lunga complicità. A 17 anni, Rana è stata ripetutamente toccata e aggredita sessualmente da alcuni dei suoi zii in Siria. Uno di loro è arrivato al punto di costringerla a passare la notte tra lui e sua moglie nel letto coniugale.

### Matrimonio in Siria
All'età di 19 anni, Rana ha attirato l'attenzione del suo futuro marito Wisam, dirigente di una boutique di moda femminile a Damasco. All'inizio felice del suo matrimonio con Wisam è subentrata la disillusione quando i suoi suoceri si erano trasferiti a vivere con la coppia. Sua suocera era possessiva e gelosa di Rana, che aveva sposato il suo unico figlio. Di conseguenza, la relazione tra Rana e Wisam ne ha risentito con Wisam schierato sistematicamente dalla parte di sua madre. Quando il patrigno di Rana approfittò del fatto di essere solo con Rana per aggredirla sessualmente, ancora una volta Wisam non fu dalla sua parte. Su consiglio di suo padre, Rana ha cercato di dare a Wisam una seconda possibilità, ma lei ha abortito e Wisam si è rifiutato di mantenere la promessa di lasciarla lavorare. Dopo una discussione con gli zii, fu picchiata violentemente. Suo padre andò a prendere sua figlia in Siria e il matrimonio di Rana e Wisam finì con il divorzio.

### Ritorno in Arabia Saudita
Tornata a Riyadh, Rana ha trovato lavoro nell'ospedale dove lavorava la sua amica d'infanzia Nona. Allo stesso tempo, ha preso lezioni di inglese prima di entrare in servizio. Ad un certo momento Nona è arrestata dalla polizia religiosa (Muttawa) che l'ha sorpresa con il suo amante il quale non si preoccupò di niente, chiese addirittura a Nona di non contattarlo più. Questo evento ha conseguenze disastrose sulla vita di Rana che perde il lavoro e la sua migliore amica. Nona viene imprigionata, poi consegnata alla sua famiglia dove il padre la picchia molto violentemente e non può più avere contatti con il mondo esterno. Per quanto riguarda Rana, perde la fiducia di sua madre, ma suo padre accetta che lavori in un altro ospedale. Le contraddizioni tra il suo desiderio di libertà e i divieti contro le donne, in particolare il divieto di uscire senza un tutore nella società saudita, stanno diventando sempre più importanti. Ha iniziato a discutere con ex atei musulmani sui social network, il che l'ha portata ad abbandonare la religione musulmana.

### Pellegrinaggio imposto alla Mecca

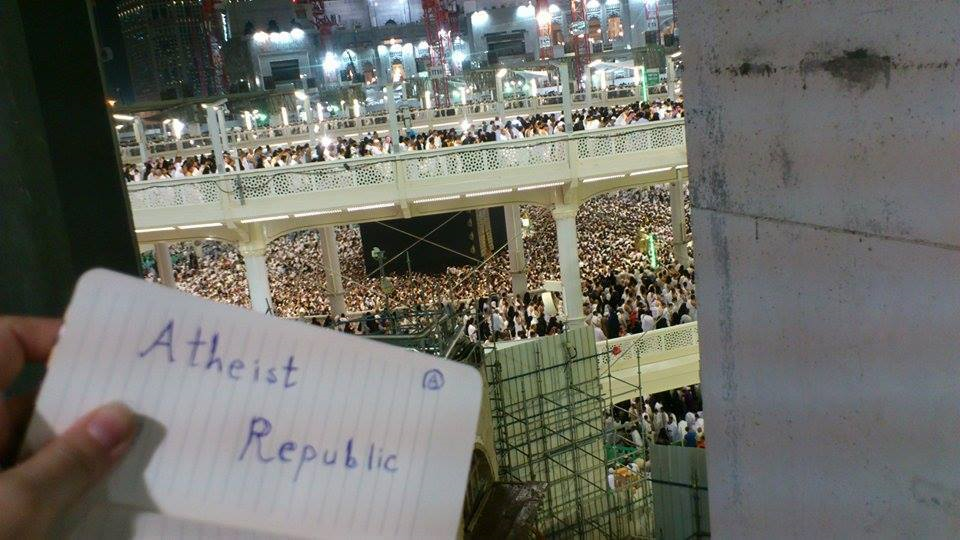
Fotografia scattata da Rana Ahmad durante un pellegrinaggio obbligatorio alla Mecca nel 2014

Rana ora sa di essere atea e prega solo quando non può farne a meno in presenza di altri. Un giorno il fratello maggiore mette dei microfoni nella stanza di Rana. Poi la rimprovera di aver telefonato agli uomini e la picchia violentemente. Dopo questo pestaggio Rana è stata ricoverata in ospedale. La madre di Rana si convinse che solo un pellegrinaggio alla Mecca avrebbe riportato sua figlia sulla retta via. Durante questo pellegrinaggio, Rana colse l'occasione per isolarsi e scattare una foto a un pezzo di carta su cui aveva scritto in inglese "Atheist Republic" con la Kaaba sullo sfondo. Inviò poi questa foto all'account Facebook della Repubblica Atea. La foto avrà più di un milione di visualizzazioni.

### Fuga

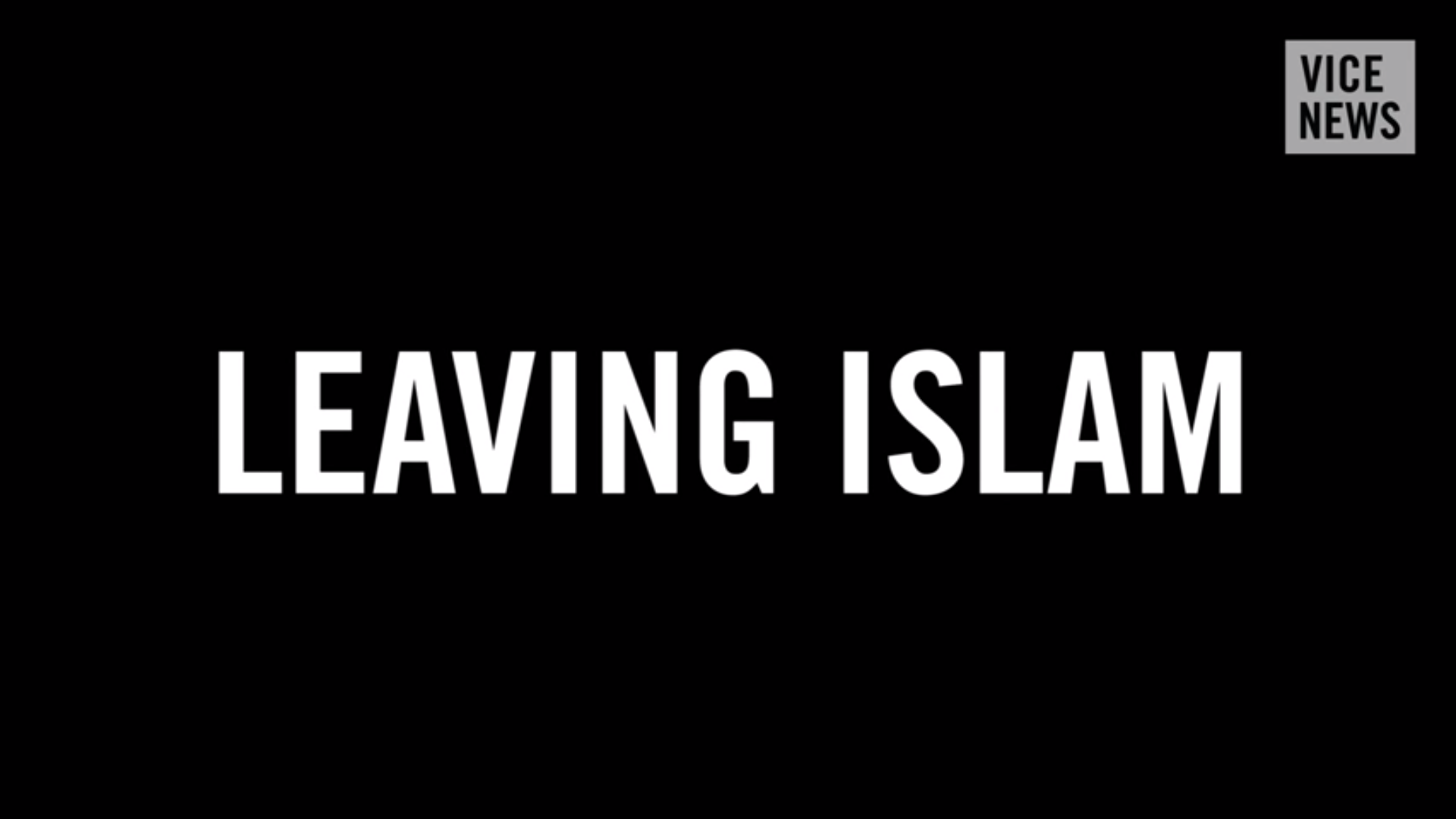
Il film del 2016 di "Vice News" Rescuing Ex-Muslims: Leaving Islam documenta la fuga di Rana Ahmad in Germania

Rana rischiava la morte in Arabia Saudita se il suo ateismo fosse stato scoperto. Il suo passaporto era poi scaduto alla fine del 2015 e la guerra che infuriava in Siria minacciava di impedirle il rinnovo, così Rana decise di fuggire. Fece credere al direttore dell'ospedale in cui lavorava di dover andare in Turchia per vedere sua sorella in ospedale e falsificò la firma di suo padre. Il suo amico Amir, che era andato a studiare medicina in Ucraina, la aiutò prenotando un biglietto aereo per Istanbul. Portò con sé solo il suo computer portatile, i documenti (tra cui il passaporto siriano) e 200 dollari americani. Si tolse l'hijab e l'abaya (la prima volta da adulta in pubblico) e da allora in poi adottò lo pseudonimo "Rana Ahmad (Hamd)" per frustrare i tentativi della sua famiglia di rintracciarla. Dopo quattro giorni prese l'autobus per raggiungere un'amica (un'altra ex musulmana siriana) a Izmir, che le offrì una piccola casa in affitto. Per la prima volta nella sua vita, Ahmad ballava per strada e beveva alcolici. Tuttavia, ricevette la notizia che la sua famiglia aveva scoperto che era fuggita in Turchia. Si tagliò i capelli corti, li tinse di biondo e indossò lenti a contatto colorate come travestimento. Nell'agosto 2015, Imtiaz Shams di Faith to Faithless, affiancato da una troupe televisiva di Vice News, andò a trovarla a Izmir per discutere delle varie soluzioni. Dopo aver cercato invano per cinque mesi di ottenere un visto per entrare nell'UE, Ahmad decise di attraversare illegalmente il confine con la Grecia in barca, cosa che le riuscì al terzo tentativo. Successivamente, Armin Navabi, il fondatore di Atheist Republic, avviò una campagna di crowdfunding per finanziare il suo soggiorno e il suo ulteriore viaggio nell'Unione Europea, raccogliendo 5000 dollari. 
Dalla Grecia Rana Ahmad viaggiò attraverso la Macedonia del Nord, la Serbia, l'Ungheria, la Slovacchia, l'Austria, raggiungendo la Germania nel novembre 2015. Lungo il percorso, soggiornò in vari campi profughi. Cancellò poi i piani per arrivare in Svezia perché era a corto di soldi, stanca di viaggiare e aveva sentito dire che il sistema educativo tedesco era buono. Trascorse un anno in un campo profughi situato a circa un'ora da Colonia, prima che le venisse assegnata una casa alla periferia di Colonia. Arrivata illegalmente in Germania, lei venne aiutata dalla rete internazionale degli atei: Armin Navabi, il fondatore di Atheist Republic, avviò una campagna di crowdfunding raccogliendo 4.000 euro per permetterle di "ripartire da zero".

### La vita in Germania

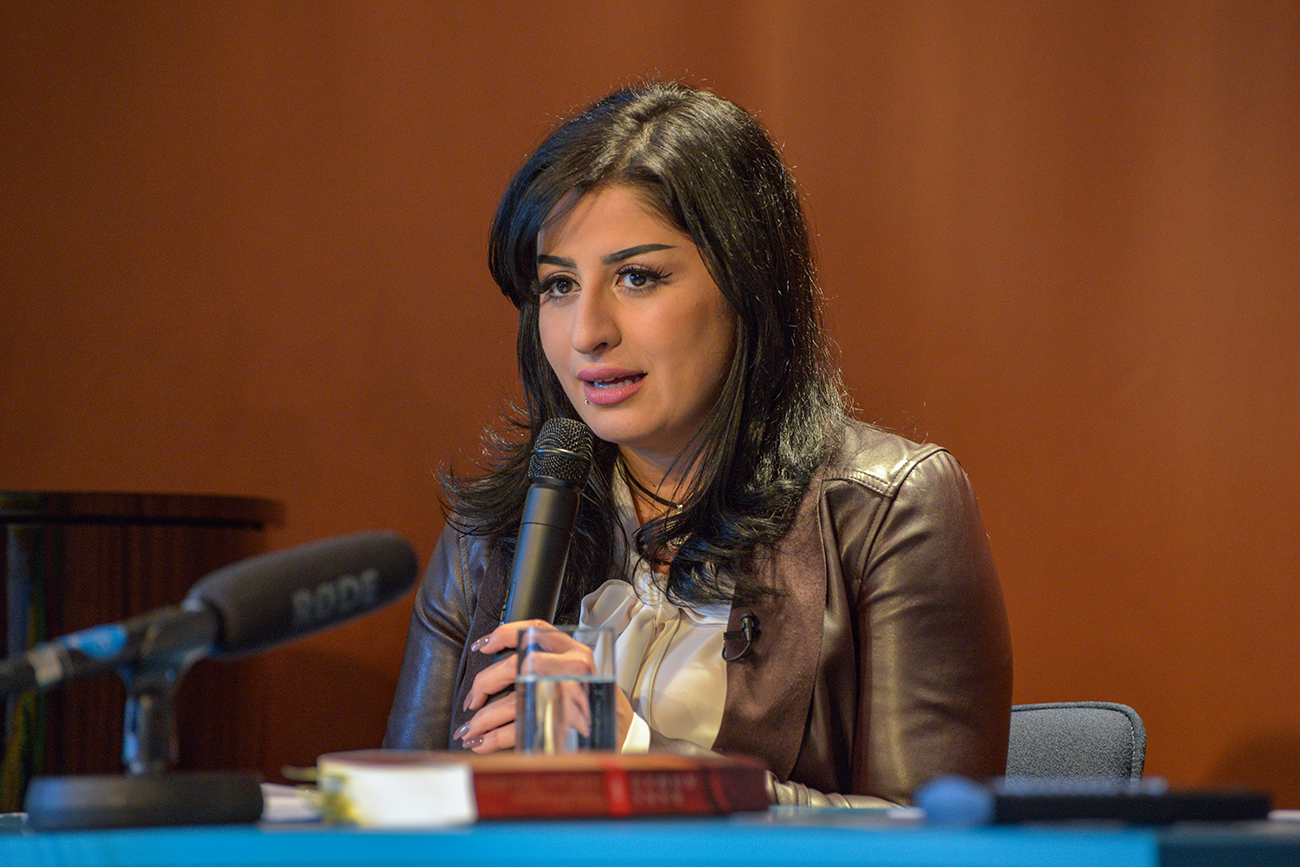
Rana Ahmad a Oberwesel, Germania, il 14 gennaio 2018

Il 31 dicembre 2015, la troupe di Vice News andò a trovarla di nuovo a Colonia. Lei trascorse gran parte del suo primo anno leggendo libri (di fisica), con l'intenzione di studiare fisica nucleare o ingegneria nucleare. 
All'età di 30 anni fu finalmente in grado di acquistare e guidare di nuovo una bicicletta, che considerava un importante ripristino della sua libertà. Una foto di lei con in mano la sua nuova bicicletta a Colonia è stata utilizzata per un opuscolo di Atheist Refugee Relief. 
Nel marzo 2018 ha dichiarato che "amo la Germania, amo la mia vita libera in Germania". Voleva adattarsi rapidamente, ottenere la cittadinanza tedesca, migliorare le sue competenze linguistiche e sostenere le attività del Consiglio centrale degli ex musulmani. Dalla fine del 2018, Ahmad ha cominciato a studiare fisica a Colonia.
Negli anni successivi, Ahmad ha rilasciato molte interviste a diversi media, principalmente tedeschi e francesi, sulle sue esperienze e le sue opinioni politiche e religiose, in particolare per quanto riguarda la politica dell'Arabia Saudita e del suo principe ereditario Mohammed bin Salman dopo l'assassinio del dissidente Jamal Khashoggi nell'ottobre 2018. Ahmad ha commentato che le autorità saudite non sono riuscite a stimolare l'emancipazione delle donne per cui molte attiviste hanno fatto campagna, spesso finite in prigione, e quindi inviando alle donne il messaggio che non hanno futuro in Arabia Saudita e spingendole a fuggire dal paese. 
Il documentario di Vice News Leaving Islam: Rescuing Ex-Muslims che racconta parte del viaggio della vita di Ahmad dall'Arabia Saudita alla Germania è stato trasmesso il 10 febbraio 2016. Il 5 marzo 2016, tre mesi dopo il suo arrivo in Germania, Ahmad ha tenuto il suo primo discorso pubblico a Colonia in occasione di un incontro organizzato dal Consiglio centrale degli ex musulmani. Ha parlato in arabo della sua vita in Arabia Saudita, della sua fuga e della sua opinione su come i paesi occidentali dovrebbero trattare i rifugiati come lei, con il giornalista televisivo libanese-tedesco Imad Karim che ha fornito la traduzione in tedesco. 
Ahmad ha rilasciato la sua prima intervista importante alla Frankfurter Allgemeine Zeitung nel giugno 2016. All'epoca si trovava ancora in un campo profughi in attesa che le venisse assegnata una casa propria e si sentiva minacciata dai rifugiati musulmani che si trovavano in quel campo. "Non odio i musulmani, ho anche buoni amici musulmani che mi accettano così come sono. Quello che odio è quando i diritti vengono tolti in nome della religione, specialmente alle donne", ha detto. Anche se non ha problemi con le persone che hanno credenze islamiche, si è arrabbiata nel vedere una bambina di 6 o 8 anni costretta a indossare il velo in Germania, dove si applica la legge tedesca piuttosto che la sharia. La sconvolge anche il fatto che alcuni musulmani non accettino gli ebrei. 
Il 15 agosto 2016, Ahmad è stata intervistata in televisione per la prima volta dal giornalista Jaafar Abdul Karim di Deutsche Welle in arabo, estratti dei quali sono stati tradotti in varie lingue. Tre milioni di persone l'hanno vista in televisione dichiarare di aver lasciato l'Islam, e alcuni estratti sono diventati virali su Internet, con il risultato che i musulmani di tutto il mondo le hanno inviato numerose minacce e insulti. 
Con l'aiuto del Consiglio Centrale degli Ex-Musulmani e della Fondazione Giordano Bruno, Ahmad ha fondato nel marzo 2017 l'Atheist Refugee Relief e lo ha presentato ufficialmente il 17 novembre 2017 in occasione del decimo anniversario del Consiglio. Il suo obiettivo è "sostenere i rifugiati che sono discriminati o addirittura minacciati a causa delle loro convinzioni atee o del loro atteggiamento critico nei confronti della religione".  I volontari di Relief lavorano quotidianamente per proteggere, in particolare, le rifugiate atee – che sono in Germania prese di mira più frequentemente e ferocemente – da ulteriori persecuzioni (ad esempio, "aggressioni, esclusioni, minacce e violenze"). A dicembre 2018 ha aiutato 37 rifugiati non religiosi ma la domanda è aumentata rapidamente. Secondo Dittmar Steiner, l'Atheist Refugee Relief ha ricevuto all'inizio "due o tre richieste [di aiuto] a settimana" per poi arrivare un anno dopo a "tra sette e nove al giorno". 
Il 15 gennaio 2018 è stato pubblicato in Germania il suo libro Frauen dürfen hier nicht träumen: Mein Ausbruch aus Saudi-Arabien, mein Weg in die Freiheit ("Le donne non possono sognare qui: la mia fuga dall'Arabia Saudita e il mio percorso verso la libertà") diventando uno dei 10 best-seller dello Spiegel. Una traduzione francese è stata pubblicata a Parigi nell'ottobre 2018 con il titolo Ici, les femmes ne rêvent pas: Récit d'une évasion ("Qui, le donne non sognano: storia di una fuga"). Secondo Ahmad, "noi donne possiamo cambiare la nostra vita, essere libere. Pensiamo di essere deboli, ma è sbagliato. Siamo forti, e questo libro lo dimostra".

## Opere
- Ahmad Rana; Borufka Sarah, Frauen dürfen hier nicht träumen: Mein Ausbruch aus Saudi-Arabien, mein Weg in die Freiheit ("Le donne non possono sognare qui: la mia fuga dall'Arabia Saudita e il mio cammino verso la libertà"), Verlag. p. 320, 2018 ISBN 978-3442757480.